# Jerricho Cotchery

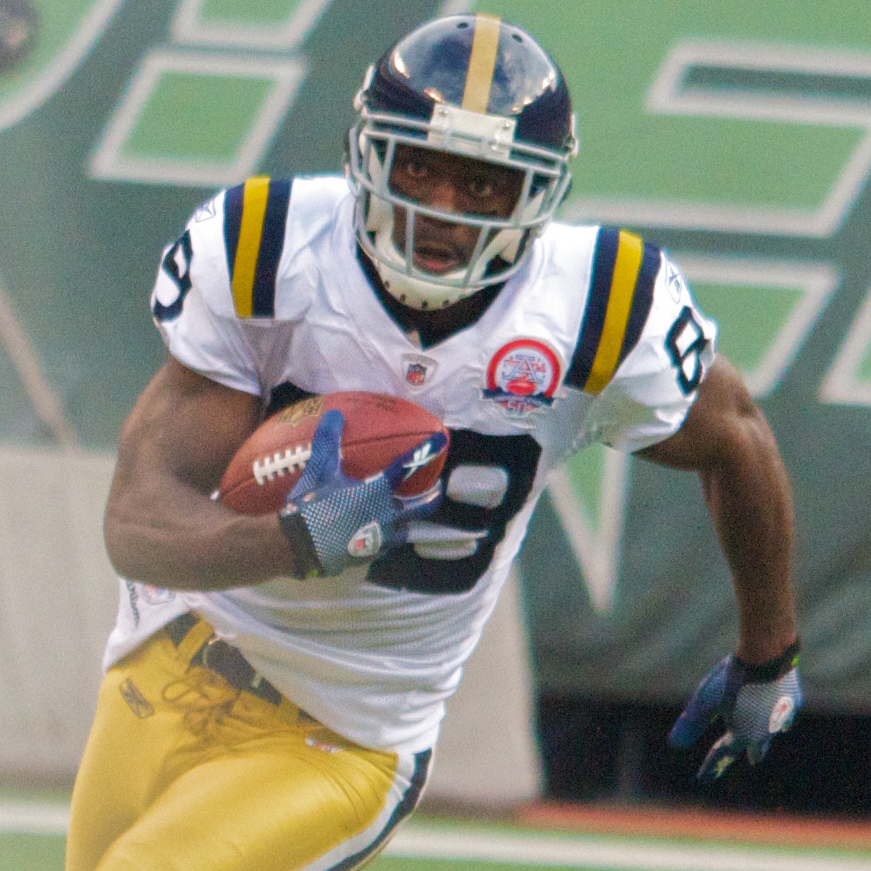
Jerricho Cotchery atuando pelo New York Jets em 2009.

Jerricho Cotchery (16 de junho de 1982, Birmingham, Alabama) é um treinador de futebol americano universitário e ex-wide receiver. Ele é o treinador principal de futebol americano da Universidade de Limestone, posição que ocupa desde 2024. Ele jogou na National Football League (NFL) pelo Carolina Panthers, New York Jets e Pittsburgh Steelers de 2004 a 2015. Cotchery jogou futebol americano universitário pela Universidade Estadual da Carolina do Norte.

## Carreira como profissional

### New York Jets
Cotchery foi escolhido pelo New York Jets na quarta rodada do Draft de 2004 da NFL.
Em 2004, Cotchery fez 6 recepções para 60 jardas em 12 jogos como quinto recebedor do time. Como kick returner, ele retornou 13 chutes para 362 jardas (27.8 jardas de média) e um touchdown.
Em 2005, Jerricho assumiu um papel mais importante depois da contusão de Wayne Chrebet. Em 16 jogos, ele fez 19 recepções para 251 jardas. Ele também retornou 4 chutes para 105 jardas (26.3 jardas de média) e mais 23 punts para 182 jardas (7.9 jardas de média).
Em 2006, o treinador Mangini promoveu Cotchery para ser o segundo WR do time só atrás de Laveranues Coles chamando ele de "o jogador mais espetacular desta offseason."  Cotchery respondeu fazendo 82 recepções (a 16ª melhor marca do ano na NFL) e 961 jardas (22ª). Suas recepções foram sempre em importantes momentos do jogo ganhahndo muitas jardas após a recepção.
O Jets chegou aos playoffs pelo wild card depois da excelente temporada de Cotchery em 2006. Ele teve mais de 100 jardas e fez um touchdown na derrota para o New England Patriots no jogo de repescagem.
Cotchery assinou então uma extensão contratual com os Jets em 2007.
O ex-head coach do Jets Herm Edwards admitiu que foi um erro não colocar o jogador em campo enquanto ele era treinador do NY Jets.

#### Temporada de 2009
Cotchery fez 57 recepções e 821 jardas em 2009. Apesar dele fazer apenas 3 touchdowns, ele foi uma peça importante para o quarterback novato Mark Sanchez. Seu touchdown mais impressionante foi contra o New England Patriots na Semana 11, com uma recepção para TD de 29 jardas no fundo da endzone. Já na Semana 17 contra o Cincinnati Bengals, Cotchery fez várias recepções e até correu com a bola marcando um touchdown terrestre.

### Pittsburgh Steelers
Em 11 de agosto de 2011, Cotchery assinou com o Pittsburgh Steelers por um ano.

### Carolina Panthers
Em 20 de março de 2014, o Carolina Panthers assinou um contrato de 5 anos com Cotchery, mas foi dispensado no ano seguinte.

## Números na carreira
- Recepções: 524
- Jardas recebidas: 6 623
- Recepções para touchdown: 34

## Treinador
Em 2017, Cotchery se juntou a equipe de técnicos do Carolina Panthers como treinador assistente de wide receivers. Sendo dispensado desta posição por Matt Rhule em 2020. Em 2024, ele foi contratado pela Universidade de Limestone, da Divisão II, como seu treinador principal.